# サディスティック・19
『サディステック・19』（ サディステックナインティーン）は、立花晶による日本のギャグ漫画。『花とゆめ』（白泉社）に連載された。単行本は全7巻。

## 登場人物
重政桂子（しげまさ けいこ）
全巻に登場。大金持ちの真性お嬢様に似つかわしくない破天荒かつSな性格で、その財力と本人に負けず劣らず破天荒かつ溺愛振りを示す父親の財力を後ろ盾に（無理矢理付き合わされている）親友・太田由香やセバスちゃんをトラブルに巻き込む。
西神田夢彦（にしかんだ ゆめひこ）
初登場は桂子より早かったが、人気投票では2位に甘んじた。自分を世界で最も美しい人間だと信じて疑わない。病気になったキャラを治す開業医。作中、倒錯のあまりヤ○ザ風の男達に拉致され香港に売り飛ばされたが、自力で（泳いで）日本に帰ってきた。耽美好き。
すまちゃん
初登場は1巻。渢太の母親が買い物帰りに拾ってきた、妖怪油すまし。いつも眉間に皺を寄せ、杖を持ち、みのを着ている。人語を解せず、身振り手振りで意思疎通を行う。タイムトラベルが出来る。3巻では故郷の村が登場し、しかも両親がいる。6巻では何故か小学校に進学している。渢太の父から「キミのことスマップと呼んでいいかな?」と聞かれたが、拒否した。
木下孝男（きのした たかお）
初登場3巻。通称へいマン。45歳の課長。塀の上を全速力で疾走する事を何よりの喜びとしているサラリーマン。J磐線の満員電車に疲れると、網棚の上を匍匐前進で進みたくもなるらしい。家族構成は、蒸発したアメリカ人妻・セシリアと娘の聖理奈と真理奈。
照井（てるい）
初登場2巻。通称テリィ。ババロアが好物で、ケンカの達人。集団ババロア食わせが持っていたババロアを横取りして食ったり、通行人（陽子）に無理矢理マニキュアを塗ってそれを安い除光液で落とそうとしたりするチンピラに対して自身の生爪を剥いで見せて撃退したり、自分が手塩をかけて育ててきたアサリをアサリ汁にして絡んできたチンピラを撃退したりするなど、ある意味で作品中最も理不尽な行動をする。作中陽子と話すシーンがあるが、セリフは一度も無い。唯一確認できるセリフは主に去りゆく際に発する「ふ。」の一言だけである。
いいわけ巫女（いいわけみこ）
初登場2巻。作者が、スクリーントーンを全く張っていない原稿を雑誌に掲載した次の回（単行本未収録）で、読者に対する弁解のために作られたキャラクター。読者からの償いをしたいというはがきを紹介するコーナーで登場。途中、重政家の新年会にうっかり参加したがためにイヌやイノシシを片方の鼻の穴から通してもう片方の穴から出すという荒業に挑戦させられる。紹介された葉書の内容は、兄を丸太で攻撃した妹、坂道でダンゴムシに触って車に轢かれた少女、等が挙げられる。
涼子（すずこ）
一卵性姉妹の片割れ（姉か妹かは不明）。しりとりでは「八つ墓村、断末魔、首吊り、水死体、密室殺人」しか使わず、辞書では「恐喝、凶器、殺意、殺害」を全ページくまなくマークしてある少女。同居している一卵性姉妹の愛子は、今後彼女と暮らしていくことを怖がっている。恐山に行って三島由紀夫に無事会えた。
シュメール
初登場2巻。テレビ仏滅が送る新春番組「世界くりびつマジックショウ」で、マジシャン「エリック湯ヶ島」の美女の胴体を電のこで切断するマジックで切断される絶世の美女として登場した。彼女の顔は、メソポタミアの遺跡から発掘されるシュメール人のマスクにそっくり。単行本2巻から学園シュメールとしてシリーズ化され、小坂＆石田と絡む形で登場する。ギロチンで首を切断されても胴体と首をガムテープでくっつけ、耳の奥まで耳かきを突き立てながら登校してくるなど、まさに不死身。途中芸能プロのスカウトマン森山にスカウトされてモデルデビューし、爆発的に流行った。
セバス28号 / 崇一郎（すういちろう）
初登場1巻。通称・セバス（ちゃん）。重政家の執事だが、ほぼ桂子専属の従者。後者は本名。初代セバスは約400年前、重政家に出入りをしているのん気な江戸っ子の金魚売りだったが、当時の重政家の当主を助けたことから死後南蛮渡来の秘術によって「さいぼおぐ」として甦り、以後長く重政家に仕えさせられる。作中由香と恋仲になり同棲もするが、桂子を恐れたセバスの助言により2人の仲を桂子に話し、同棲を止めた。応援する父親を後ろ盾に世界征服を企む桂子を止めたり、重政家横断ウルトラクイズではバニーガールの格好をさせられたり、『ほめ殺し』の意味を違う方向に解釈した桂子に電子頭脳の調子を狂わされたり、と実は一番の苦労人。
日本人でありながら桂子の言いつけで、セバスちゃん（セバスチャン）と名乗ることになったが、このくだりが日本において創作物に登場する男性の執事の名前といえばセバスチャンだというイメージのルーツの1つになったのではないかとする指摘がある。
魚唇（ぎょしん）
初登場1巻。釣りがバリバリの趣味だが、初登場の回では川田湖で土左衛門を釣り上げて布美子（ふみこ）に拳で殴られ湖に沈められた。副業としてジュエリー魚唇（Jewelry GYO:SIN）を経営している。扱っているのは海の宝石のみで、大玉イクラの立爪リング（16ミリ玉）、タラコのブレスレット、キャビアのティアラ等を扱っている。たまたま訪れた布美子に産地直送とれたてスジコのネックレスを差し出し、再び拳で殴り飛ばされた。単行本5巻では、ウミウシが大好きで200海里を出そうになるまで海を泳ぐ恋人の椎名サカナ子と婚約したが、布美子からの拳が忘れられず、婚約指輪を交わした次の瞬間に破談した。
津森（つもり）
初登場4巻だが、個性溢れるキャラクターから人気は高かった。のんきな顔でのんきな事を考えるのが好きで、無類の風呂好き。本当に日本中をお風呂に変えたり、通行人が見惚れるほどのセクシーダイナマイトボディーになりたいから、と飲用禁止な成長促進剤を飲み干して女性ボディービルダーのような体になってみたり、としばしば冗談を実行に移して突拍子もない事をやる。
硯京四郎（すずり きょうしろう）
初登場1巻。書道塾の経営者。道場破りを挑んできた挑戦者に「ぐ」が異様に大きいどんぐりを書き（同じ時期ブームになった某CMのパロディ）、その上に左手首を刃物で切って鮮血を滴らせてあまりの美しさに感動した挑戦者を追い返してみたり、弟子兼お手伝いの妙子にも同じ道を歩むように誘ったりもした。2巻で全日本耽美書道協会東葛支部長の後任に推されたが、美意識の違いからその話は蹴っている。
神保町花子（じんぼうちょう はなこ）
初登場1巻。西神田クリニックの隣で、神保町内科医院を経営する女医。西神田夢彦やその部下フラワーナースィズ (flower nurses) とは顔馴染みでちょくちょく顔を出しているらしい。西神田夢彦のあまりのナルシストぶりに呆れ、香港から自力で（泳いで）帰ってきた西神田を殴って卒倒させ、ダンボールに詰めて航空便で香港に送り返した。
石田（いしだ）
初登場2巻。シュメールに恋して止まない小坂の同級生で、いつも振り回されている。シュメールは止めろと警告しながらも深い入りしていく小坂に同調する形でプレゼントを渡すために所属事務所前で出待ちをする小坂に付き添ったり、入山禁止の山にあるシュメールの家に一緒に上がりこんでみたり、と何だかんだ言いながらも付き合いはいい。
ヤジマ
初登場4巻。シュメール・石田・小坂の学園シュメールの話の中で登場。暗殺者みたいな顔をしている猫で、常に葉巻を吸っている。関東各地を旅している野良猫であり、シュメール達が通う学校にも時々来ては牛乳をもらっている。4巻巻末には、「発作的ヤジマ占い」が載せられた。
タチバナ
初登場1巻。時に奇妙な料理を作る学食のおばさん、時に西神田医院の患者（すぐにおいかえされるが）、時に弁解大神宮でいいわけ巫女の話し相手、とさまざまな役割をこなす本作の作者立花晶。服装はその都度違うが、基本的には黒髪長髪で眼鏡をかけた姿で登場している。
チョイサー寿司（チョイサーひさし）
登場は1巻の1話のみだったが、高い人気を誇りランクインした。日本高速回転ずし協会の決まりで客が見えないほど高速で回転する回転寿司で客が欲しいネタだけを選んで取る事が出来る謎のすし取り名人。初登場の回初登場のコマでは深夜にもかかわらずサングラスをかけていたが、次のコマではサングラスを取っている。
木下聖理奈（きのした せりな）
孝男の娘。地味に暮らしたいと切望しているが、常に父の奇天烈な行動に振り回されている。やっとの事で父親が好きになれそうと思っていた矢先、死んだと聞かされていた母親とその存在自体知らなかった姉が現れ、父から受けた数々の仕打ちを思い出し家出したが、父が聖理奈探しの旅に出た後ちゃっかり家に戻り、母や姉との親交を深め、のんきにクッキーを焼いていた。
変質者（へんしつしゃ）
初登場4巻。兄の奇妙な友人シリーズの中核をなす存在で毎回違う人間だが、常にロングコートにマスク、ビン底眼鏡と同じ姿で登場している。招待主である兄の妹にクロロホルムを嗅がせようとしてアッパーカットパンチを喰らわされたり、エレベーターガールになりたいという夢を妹に砕かれてみたり、と常に散々な目に遭わされている。
蛇道くん（じゃどうくん）
初登場はいいわけ巫女と同じく2巻だが、登場話はいいわけ巫女よりも若干遅かった。いいわけ巫女のアシスタントの蛇。巫女の代わりに蛇に飲み込まれてみたり、ダラケ過ぎて液体化した巫女をコップに入れて大蛇に勧めたりしている。
木下真理奈（きのした まりな）
聖理奈の姉。四菱物産営業部部長のエリート社員。登場時は自らを「へいウーマン」と名乗ってへいマンに戦いを挑んだ。